# Giuseppe Porta
Pour les articles homonymes, voir Salviati.
Giuseppe Porta ou della Porta, dit Salviati le Jeune (Castelnuovo di Garfagnana, 1520 - 1575) est un peintre italien maniériste de l'école vénitienne.

## Biographie
En 1535, Giuseppe Porta est en apprentissage auprès de Francesco Salviati à Rome et il adopte le nom de son maître quand il signe.
En 1539, il l'accompagne à Venise où il travaille avec lui à la décoration du palais Grimani. Mais quand Francesco Salviati, repart pour Rome, il décide de rester à Venise. Il est marqué par les mouvements de peinture de l'Italie centrale, ce qui lui donne un style particulier et l'éloigne des jalousies et des intrigues. À ses débuts, il illustre des livres et décore des villas.
Il part à Florence (où il rencontrera Vasari), puis à Bologne pour revenir ensuite à Venise, et de 1541 à 1552, il travaille à Padoue, pour un cycle de la Vie de saint Jean Baptiste au palais Selvático.
Vers le milieu du siècle il s'affirme en peignant pour les plus grands ordres religieux de Venise, de grands tableaux, dans lesquels on peut voir de solides constructions architecturales et des personnages démesurés, évoquant des sculptures.
En 1565, il est à Rome pour peindre des fresques, laissées incomplètes par son maître, pour la Sala Regia au Vatican.
En 1565, il est retourné à Venise au palais des Doges et à la Biblioteca Marciana, où il peint les Sibylles, les Prophètes, et les Vertus cardinales, et pour la chapelle, La Mort du Christ avec sa mère et Marie-Madeleine.
Il est élu à l'Académie du dessin de Florence de Florence.
Pietro Malombra fut l'un de ses élèves.

## Œuvres
- Frontispice pour l'ouvrage ésotérique Les Parques ou Jardin des Pensées (1540), musée des beaux-arts de San Francisco, (collaboration avec Lambert Sustris)
- Présentation de Jésus au temple (1548-1550), retable de l'autel de la "Présentation", toile, 483 × 247 cm, église Santa Maria Gloriosa dei Frari, Venise.
- Adam et Eve ou l'Expulsion du Paradis Terrestre (1540-1560), Musée des Augustins, Toulouse.
- Prophètes (1550-1560 ca.), retable, église Santa Maria Gloriosa dei Frari, Venise
- Circoncision de Jésus (1570), collection Luigi Grassi, Rome
- Cycle de fresques sur la Passion, chapelle du Saint-Sacrement, église San Polo, venise
- Vierge à l'Enfant et les saints Antoine Abbé et Bernard, retable, San Francesco della Vigna, Venise
- Catherine d'Alexandrie avec les saints Jérôme, Jean-Baptiste, et l'apôtre Jacques San Francesco della Vigna, Venise
- Vierge à l'Enfant avec saint Antoine le grand et Saint-Bernard 1555 San Francesco della Vigna, Venise
- Le Christ rédempteur avec saint Jean Baptiste, saint Jérôme, sainte Catherine et saint Thomas, étude pour le retable, Getty Museum, Los Angeles
- Enlèvement des Sabines, dessin à la plume et encre brune, musée du Louvre, Paris
- Crucifixion et Le Christ ressuscité avec les apôtres Jacques, Thomas, Philippe et Matthieu, basilique de San Zanipolo, chapelle de la Trinité, Venise
- La Résurrection, Nationalmuseum, Stockholm
- La Réconciliation avec l'empereur Frédérique Barberousse, fresque, Vatican, Rome
- Guerrier et trois femmes autour de la mort, dessin à la plume et encre brune, musée des beaux-arts, Boston
- Enlèvement des Sabines, huile sur toile, Bowes Museum, Durham
- L'Expulsion du Paradis, huile sur toile, musée des Augustins de Toulouse
- Saül jette sa lance contre David, portes de l'orgue de l'église Santo Spirito in Isola, aujourd'hui à la Salute[1]
- Intercession de saint Cosme et saint Damien, église San Zaccaria[1]

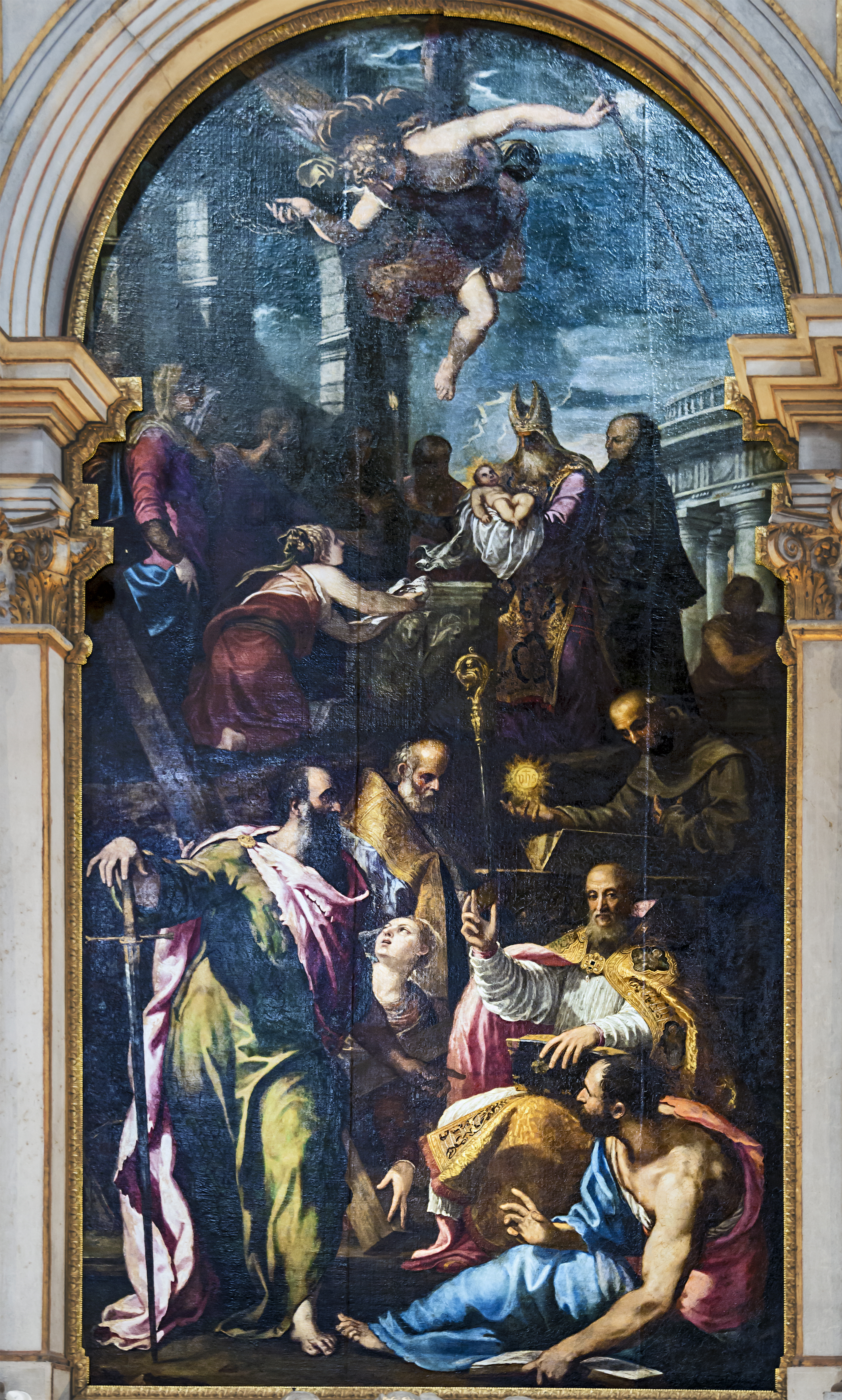
Présentation de Jésus au Temple église Santa Maria Gloriosa dei Frari
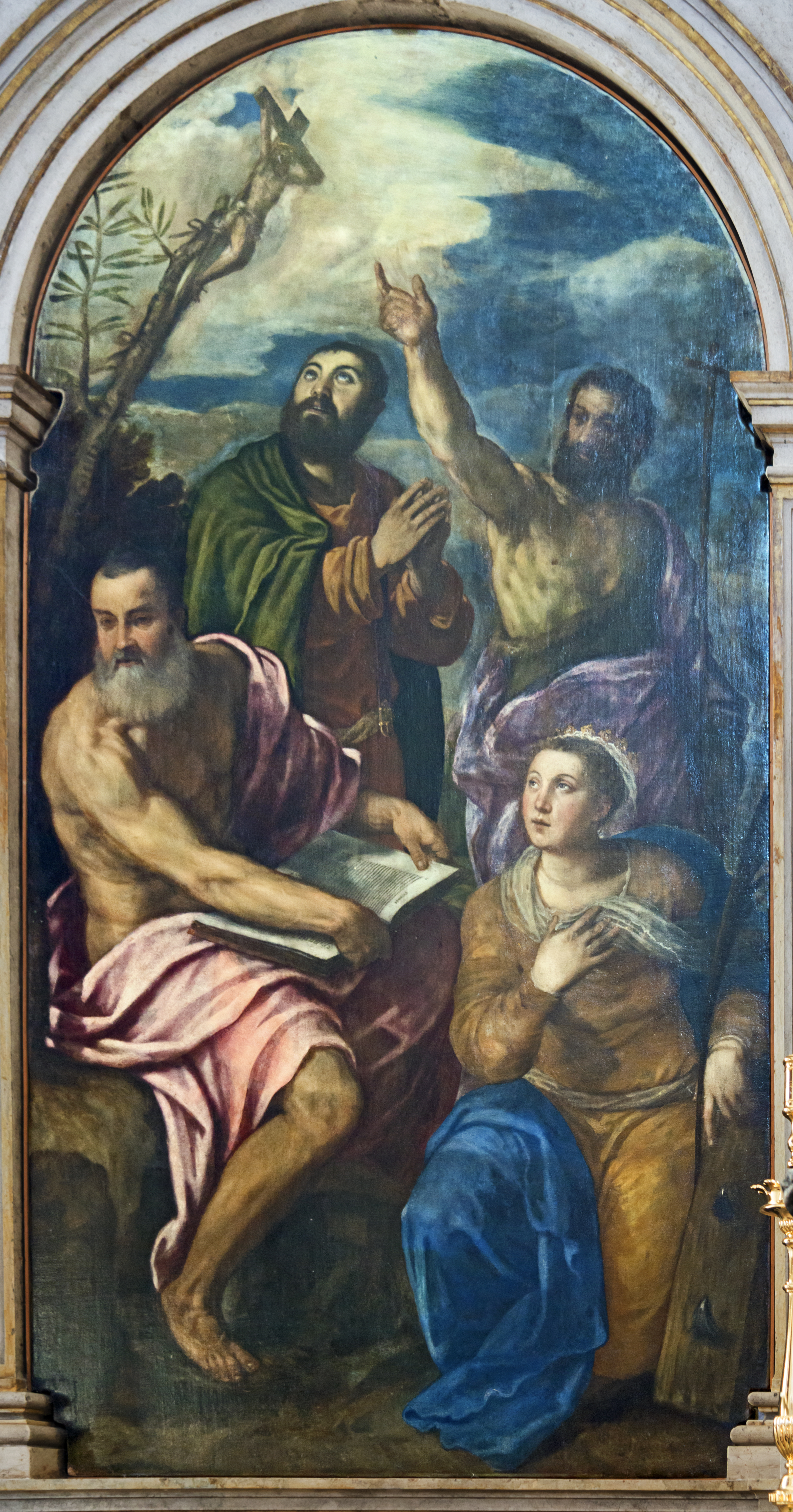
Catherine d'Alexandrie San Francisco, Venise
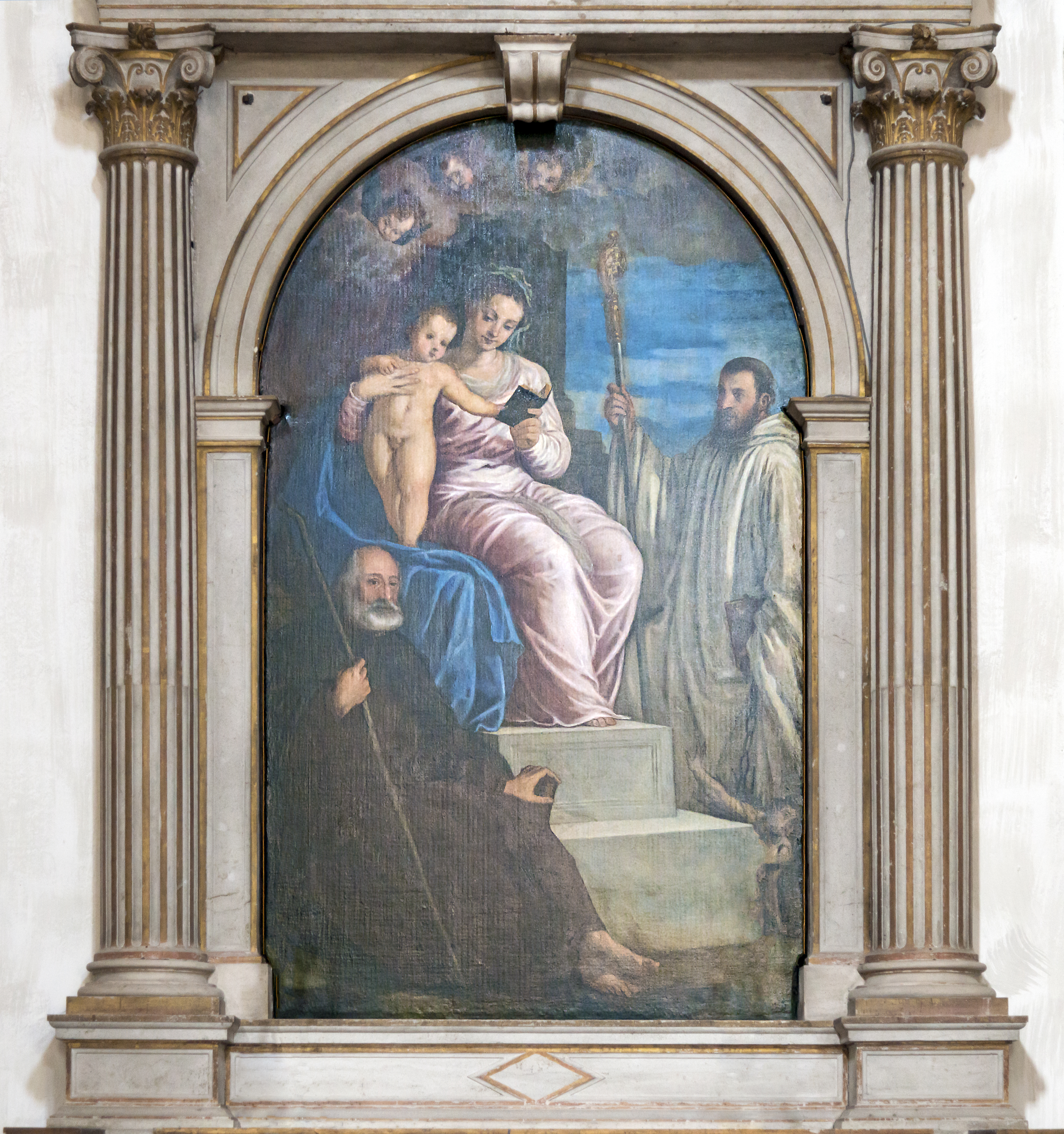
Vierge à l'Enfant avec saint Antoine le grand et Saint-Bernard" San Francesco della Vigna
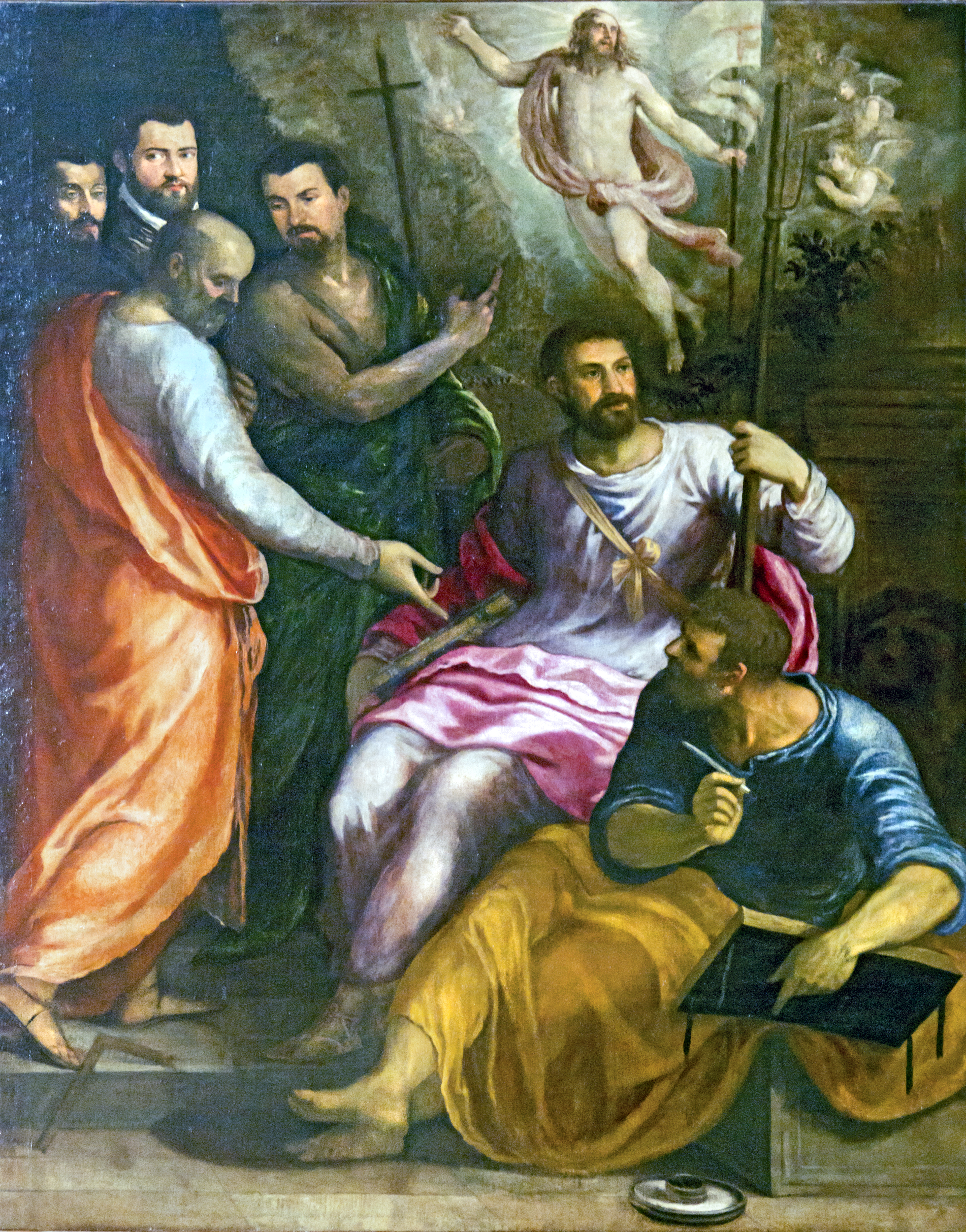
Le Christ ressuscité avec les apôtres Jacques, Thomas, Philippe et Matthieu San Zanipolo
Adame et Eve ou l'Expulsion du paradis terrestre, Musée des Augustins de Toulouse